# Кріничі
Крі́ничі (рос. Криничи) — присілок у складі Орловського району Кіровської області, Росія. Входить до складу Орловського сільського поселення.
Населення становить 4 особи (2010).